# Han du Nord
Pour les articles homonymes, voir Han.
 (août 2017).
951–979
Entités précédentes :
- Han postérieurs (Cinq Dynasties)

Entités suivantes :
- Dynastie Song

Han du Nord était un petit État chinois de la période des Cinq Dynasties et des Dix Royaumes. Fondé par Liu Min, il a duré de 951, jusqu'à son annexion par les Song en 979. Son extension territoriale correspondait à une partie du Shanxi actuel, à la frontière sud du territoire liao. Il avait par capitale Taiyuan.

## Histoire

### Fondation
L'État éphémère des Han postérieurs tombe en 950. Liu Min, qui prétend être l'héritier légitime de leur trône impérial, fonde le royaume des Han du Nord, parfois appelés Han orientaux, l'année suivante. Il rétablit immédiatement la relation traditionnelle avec les Khitans, qui avaient fondé la dynastie Liao.
Les sources s'opposent quant à l'origine des empereurs des Han postérieurs et des Han du Nord : certains indiquent une ascendance shatuo sinisée,, tandis que d'autres acceptent la revendication par les empereurs d'une ascendance patrilinéaire de Hans chinois.

### Extension territoriale
Les Han du Nord constituaient un petit royaume, situé dans le Shanxi avec sa capitale, Taiyuan. Le Shanxi est une base traditionnelle du pouvoir depuis les derniers jours de la dynastie Tang, à la fin du IXe siècle et au début du Xe siècle. Il est coincé entre les deux grandes puissances de l'époque, la dynastie Liao au nord et la dynastie Song du sud. Il partage également une frontière avec le royaume tangoute des Xia.

### Entre Liao et Song
L'existence des Han du Nord est l'un des points de contention majeurs entre Liao et Song, l'autre étant la possession des Seize Préfectures par les Liao. Les Han du Nord se placent eux-mêmes sous la protection des Liao.
L'empereur Taizu des Song réussit presque d'achever l'incorporation les royaumes du sud dans la Dynastie Song à sa mort en 976. Son frère cadet, l'empereur Taizong, suit les traces de son frère aîné avec succès. Le Wuyue est rattaché au royaume en 978.

### Chute
Enhardi par son succès dans le sud, l'empereur Taizong décide de se lancer dans une campagne pour détruire enfin les Han du Nord. Dirigeant l'armée lui-même, il conduit ses forces jusqu'à la capitale des Han du Nord, Taiyuan, placée en état de siège en juin 979. Un premier renfort de secours envoyé par les Liao est facilement vaincu par les Song. Après un siège de deux mois, le seigneur des Han du Nord se rend et le royaume est incorporé dans la dynastie Song.

## Souverains
| Noms           | Noms              | Noms                     | Dates de règne | Ères                                              |
| Nom de temple  | Nom posthume      | Nom de famille et prénom | Dates de règne | Ères                                              |
| -------------- | ----------------- | ------------------------ | -------------- | ------------------------------------------------- |
| Shìzǔ (世祖)   | Shénwǔdì (神武帝) | Liu Min (劉旻)           | 951-954        | 951-954 : Qiányòu (乾祐)                          |
| Ruìzōng (睿宗) | Xiàohédì (孝和帝) | Liu Jun (劉鈞) (en)      | 954-968        | 954-957 : Qiányòu (乾祐) 957-968 : Tiānhuì (天會) |
| Shàozhǔ (少主) | aucun             | Liu Ji'en (劉繼恩) (en)  | 968            | aucune                                            |
| aucun          | Yīngwǔdì (英武帝) | Liu Jiyuan (劉繼元) (en) | 968-979        | 968-979 : Guǎngyùn (廣運)                         |

## Arbre généalogique des dirigeants du Han postérieurs et des Han du Nord
Légende de l'arbre :
Cadre vert : dirigeants du Han postérieurs
Cadre orange: dirigeants des Han du Nord
|                                                |                                                |                                                |                                                |                                                |                                                |  |  |  |  |                           |                           |                           |                           |                           |                           |  |  |  |  |                                           |                                           |                                           |                                           |                                           |                                           |  |  |               |               |               |               |                                                                 |                                                                 |                                                                 |                                                                 |                                                                 |                                                                 |               |               |                                                                          |                                                                          |                                                                          |                                                                          |                                                                          |                                                                          |             |             |             |             |  |  |  |  |  |  |  |  |  |  |  |  |
|                                                |                                                |                                                |                                                |                                                |                                                |  |  |  |  | Liu Tian 劉琠 Xianzu 显祖 |                           |                           |                           |                           |                           |  |  |  |  |                                           |                                           |                                           |                                           |                                           |                                           |  |  |               |               |               |               |                                                                 |                                                                 |                                                                 |                                                                 |                                                                 |                                                                 |               |               |                                                                          |                                                                          |                                                                          |                                                                          |                                                                          |                                                                          |             |             |             |             |  |  |  |  |  |  |  |  |  |  |  |  |
|                                                |                                                |                                                |                                                |                                                |                                                |  |  |  |  |                           |                           |                           |                           |                           |                           |  |  |  |  |                                           |                                           |                                           |                                           |                                           |                                           |  |  |               |               |               |               |                                                                 |                                                                 |                                                                 |                                                                 |                                                                 |                                                                 |               |               |                                                                          |                                                                          |                                                                          |                                                                          |                                                                          |                                                                          |             |             |             |             |  |  |  |  |  |  |  |  |  |  |  |  |
|                                                |                                                |                                                |                                                |                                                |                                                |  |  |  |  |                           |                           |                           |                           |                           |                           |  |  |  |  |                                           |                                           |                                           |                                           |                                           |                                           |  |  |               |               |               |               |                                                                 |                                                                 |                                                                 |                                                                 |                                                                 |                                                                 |               |               |                                                                          |                                                                          |                                                                          |                                                                          |                                                                          |                                                                          |             |             |             |             |  |  |  |  |  |  |  |  |  |  |  |  |
| Liu Zhiyuan 劉知遠 895–948 Gaozu 高祖 947–948  | Liu Zhiyuan 劉知遠 895–948 Gaozu 高祖 947–948  | Liu Zhiyuan 劉知遠 895–948 Gaozu 高祖 947–948  | Liu Zhiyuan 劉知遠 895–948 Gaozu 高祖 947–948  | Liu Zhiyuan 劉知遠 895–948 Gaozu 高祖 947–948  | Liu Zhiyuan 劉知遠 895–948 Gaozu 高祖 947–948  |  |  |  |  |                           |                           |                           |                           |                           |                           |  |  |  |  | Liu Min 劉旻 895–954 Shizu 世祖 951–954   | Liu Min 劉旻 895–954 Shizu 世祖 951–954   | Liu Min 劉旻 895–954 Shizu 世祖 951–954   | Liu Min 劉旻 895–954 Shizu 世祖 951–954   | Liu Min 劉旻 895–954 Shizu 世祖 951–954   | Liu Min 劉旻 895–954 Shizu 世祖 951–954   |  |  |               |               |               |               |                                                                 |                                                                 |                                                                 |                                                                 |                                                                 |                                                                 |               |               |                                                                          |                                                                          |                                                                          |                                                                          |                                                                          |                                                                          |             |             |             |             |  |  |  |  |  |  |  |  |  |  |  |  |
| Liu Zhiyuan 劉知遠 895–948 Gaozu 高祖 947–948  | Liu Zhiyuan 劉知遠 895–948 Gaozu 高祖 947–948  | Liu Zhiyuan 劉知遠 895–948 Gaozu 高祖 947–948  | Liu Zhiyuan 劉知遠 895–948 Gaozu 高祖 947–948  | Liu Zhiyuan 劉知遠 895–948 Gaozu 高祖 947–948  | Liu Zhiyuan 劉知遠 895–948 Gaozu 高祖 947–948  |  |  |  |  |                           |                           |                           |                           |                           |                           |  |  |  |  | Liu Min 劉旻 895–954 Shizu 世祖 951–954   | Liu Min 劉旻 895–954 Shizu 世祖 951–954   | Liu Min 劉旻 895–954 Shizu 世祖 951–954   | Liu Min 劉旻 895–954 Shizu 世祖 951–954   | Liu Min 劉旻 895–954 Shizu 世祖 951–954   | Liu Min 劉旻 895–954 Shizu 世祖 951–954   |  |  |               |               |               |               |                                                                 |                                                                 |                                                                 |                                                                 |                                                                 |                                                                 |               |               |                                                                          |                                                                          |                                                                          |                                                                          |                                                                          |                                                                          |             |             |             |             |  |  |  |  |  |  |  |  |  |  |  |  |
|                                                |                                                |                                                |                                                |                                                |                                                |  |  |  |  |                           |                           |                           |                           |                           |                           |  |  |  |  |                                           |                                           |                                           |                                           |                                           |                                           |  |  |               |               |               |               |                                                                 |                                                                 |                                                                 |                                                                 |                                                                 |                                                                 |               |               |                                                                          |                                                                          |                                                                          |                                                                          |                                                                          |                                                                          |             |             |             |             |  |  |  |  |  |  |  |  |  |  |  |  |
| Liu Chengyou 劉承祐 931–951 Yindi 隱帝 948–951 | Liu Chengyou 劉承祐 931–951 Yindi 隱帝 948–951 | Liu Chengyou 劉承祐 931–951 Yindi 隱帝 948–951 | Liu Chengyou 劉承祐 931–951 Yindi 隱帝 948–951 | Liu Chengyou 劉承祐 931–951 Yindi 隱帝 948–951 | Liu Chengyou 劉承祐 931–951 Yindi 隱帝 948–951 |  |  |  |  | Liu Yun 劉贇 d.951; r.950 | Liu Yun 劉贇 d.951; r.950 | Liu Yun 劉贇 d.951; r.950 | Liu Yun 劉贇 d.951; r.950 | Liu Yun 劉贇 d.951; r.950 | Liu Yun 劉贇 d.951; r.950 |  |  |  |  | Liu Jun 劉钧 926–968 Ruizong 睿宗 954–968 | Liu Jun 劉钧 926–968 Ruizong 睿宗 954–968 | Liu Jun 劉钧 926–968 Ruizong 睿宗 954–968 | Liu Jun 劉钧 926–968 Ruizong 睿宗 954–968 | Liu Jun 劉钧 926–968 Ruizong 睿宗 954–968 | Liu Jun 劉钧 926–968 Ruizong 睿宗 954–968 |  |  | Xue Zhao 薛钊 | Xue Zhao 薛钊 | Xue Zhao 薛钊 | Xue Zhao 薛钊 | Xue Zhao 薛钊                                                   | Xue Zhao 薛钊                                                   |                                                                 |                                                                 | Dame Liu 劉氏                                                   | Dame Liu 劉氏                                                   | Dame Liu 劉氏 | Dame Liu 劉氏 | Dame Liu 劉氏                                                            | Dame Liu 劉氏                                                            |                                                                          |                                                                          | Mr. He 何某                                                              | Mr. He 何某                                                              | Mr. He 何某 | Mr. He 何某 | Mr. He 何某 | Mr. He 何某 |  |  |  |  |  |  |  |  |  |  |  |  |
| Liu Chengyou 劉承祐 931–951 Yindi 隱帝 948–951 | Liu Chengyou 劉承祐 931–951 Yindi 隱帝 948–951 | Liu Chengyou 劉承祐 931–951 Yindi 隱帝 948–951 | Liu Chengyou 劉承祐 931–951 Yindi 隱帝 948–951 | Liu Chengyou 劉承祐 931–951 Yindi 隱帝 948–951 | Liu Chengyou 劉承祐 931–951 Yindi 隱帝 948–951 |  |  |  |  | Liu Yun 劉贇 d.951; r.950 | Liu Yun 劉贇 d.951; r.950 | Liu Yun 劉贇 d.951; r.950 | Liu Yun 劉贇 d.951; r.950 | Liu Yun 劉贇 d.951; r.950 | Liu Yun 劉贇 d.951; r.950 |  |  |  |  | Liu Jun 劉钧 926–968 Ruizong 睿宗 954–968 | Liu Jun 劉钧 926–968 Ruizong 睿宗 954–968 | Liu Jun 劉钧 926–968 Ruizong 睿宗 954–968 | Liu Jun 劉钧 926–968 Ruizong 睿宗 954–968 | Liu Jun 劉钧 926–968 Ruizong 睿宗 954–968 | Liu Jun 劉钧 926–968 Ruizong 睿宗 954–968 |  |  | Xue Zhao 薛钊 | Xue Zhao 薛钊 | Xue Zhao 薛钊 | Xue Zhao 薛钊 | Xue Zhao 薛钊                                                   | Xue Zhao 薛钊                                                   |                                                                 |                                                                 | Dame Liu 劉氏                                                   | Dame Liu 劉氏                                                   | Dame Liu 劉氏 | Dame Liu 劉氏 | Dame Liu 劉氏                                                            | Dame Liu 劉氏                                                            |                                                                          |                                                                          | Mr. He 何某                                                              | Mr. He 何某                                                              | Mr. He 何某 | Mr. He 何某 | Mr. He 何某 | Mr. He 何某 |  |  |  |  |  |  |  |  |  |  |  |  |
|                                                |                                                |                                                |                                                |                                                |                                                |  |  |  |  |                           |                           |                           |                           |                           |                           |  |  |  |  |                                           |                                           |                                           |                                           |                                           |                                           |  |  |               |               |               |               |                                                                 |                                                                 |                                                                 |                                                                 |                                                                 |                                                                 |               |               |                                                                          |                                                                          |                                                                          |                                                                          |                                                                          |                                                                          |             |             |             |             |  |  |  |  |  |  |  |  |  |  |  |  |
|                                                |                                                |                                                |                                                |                                                |                                                |  |  |  |  |                           |                           |                           |                           |                           |                           |  |  |  |  |                                           |                                           |                                           |                                           |                                           |                                           |  |  |               |               |               |               |                                                                 |                                                                 |                                                                 |                                                                 |                                                                 |                                                                 |               |               |                                                                          |                                                                          |                                                                          |                                                                          |                                                                          |                                                                          |             |             |             |             |  |  |  |  |  |  |  |  |  |  |  |  |
|                                                |                                                |                                                |                                                |                                                |                                                |  |  |  |  |                           |                           |                           |                           |                           |                           |  |  |  |  |                                           |                                           |                                           |                                           |                                           |                                           |  |  |               |               |               |               | Liu Jien 劉继恩 ??? - 968 Shaozhu 少主 968 (Adopté par Liu Jun) | Liu Jien 劉继恩 ??? - 968 Shaozhu 少主 968 (Adopté par Liu Jun) | Liu Jien 劉继恩 ??? - 968 Shaozhu 少主 968 (Adopté par Liu Jun) | Liu Jien 劉继恩 ??? - 968 Shaozhu 少主 968 (Adopté par Liu Jun) | Liu Jien 劉继恩 ??? - 968 Shaozhu 少主 968 (Adopté par Liu Jun) | Liu Jien 劉继恩 ??? - 968 Shaozhu 少主 968 (Adopté par Liu Jun) |               |               | Liu Jiyuan 劉继元 ??? - 992 Yingwudi 英武帝 968–979 (Adopté par Liu Jun) | Liu Jiyuan 劉继元 ??? - 992 Yingwudi 英武帝 968–979 (Adopté par Liu Jun) | Liu Jiyuan 劉继元 ??? - 992 Yingwudi 英武帝 968–979 (Adopté par Liu Jun) | Liu Jiyuan 劉继元 ??? - 992 Yingwudi 英武帝 968–979 (Adopté par Liu Jun) | Liu Jiyuan 劉继元 ??? - 992 Yingwudi 英武帝 968–979 (Adopté par Liu Jun) | Liu Jiyuan 劉继元 ??? - 992 Yingwudi 英武帝 968–979 (Adopté par Liu Jun) |             |             |             |             |  |  |  |  |  |  |  |  |  |  |  |  |

### Sources
- (en) Frederick W. Mote, Imperial China : 900-1800, Harvard University Press, 1999 (ISBN 0-674-01212-7), p. 16, 106–108